# Eugenia quadrangularis
Eugenia quadrangularis là một loài thực vật có hoa trong Họ Đào kim nương. Loài này được Duch. ex Griseb. mô tả khoa học đầu tiên năm 1857.